# Ojós
Ojós est une commune d'Espagne de la communauté autonome de Murcie. Elle s'étend sur 45 km2 et compte 520 habitants en 2020.

## Géographie
Située vers 120 m d'altitude au bord du Segura, Ojós fait partie de la comarque Valle de Ricote (es) dans la région de Murcie.
L'agriculture est le principal secteur économique de la commune. Près de la moitié des terres sont irriguées. Les fruits sont la principale production avec des pêches, des abricots et des agrumes dans les zones irriguées tandis que les oliviers et les amandiers sont cultivés dans les zones sèches.
Les arbres fruitiers et de grands palmiers contrastent avec les montagnes arides qui entourent la vallée.
|                | Blanca |                           |
| Ricote         | Ojós   | Ulea                      |
| Campos del Río |        | Villanueva del Río Segura |

## Histoire

### Antiquité
Les premières traces d'occupation sur le territoire communal remontent aux Ibères installés au lieu-dit Salto de la Novia à la limite entre Ulea et Ojós. Ce site, qui donne accès à la vallée de Ricote[à vérifier], est occupé plus tard par les Romains. Dans les années 1970, les archéologues y fouillent les vestiges d'une agglomération des IVe et Ve siècles protégée par une muraille caractéristique de la période d'insécurité au déclin de l'Empire romain d'Occident. 

### Moyen Âge
Le Castillo de Alarbona, le Castillo de Peñascales et de nombreux vestiges médiévaux témoignent de l'installation d'une population musulmane bien plus nombreuse que la petite population romaine signalée plus haut.
Le nom d'Ojós viendrait d'ailleurs d'un mot en arabe : Oxos signifiant « vergers » ou « hameaux »,.
La taifa de Murcie passe sous le contrôle du royaume de Castille à la suite du pacte d'Alcaraz de 1243. La population de la vallée pratique alors librement l'islam et bénéficie d'une indépendance juridique et administrative presque totale en tant que mudéjar. 
Sanche IV de Castille donne la vallée de Ricote à l'ordre de Santiago en 1285. 
Les conversions au christianisme commencent dans  la vallée de Ricote au XVe siècle.
En 1501, toute la population mudéjar d'Ojós se convertit  au christianisme,. 

### XVIeauXVIIIesiècle
La paroisse d'Ojós est créée en août 1505 par la bulle Inter caetera du pape Jules II en même temps que toutes les paroisses de la vallée de Ricote.
En 1588, Ojós obtient de Philippe II un statut de ville indépendante.
L'expulsion des morisques d'Espagne décrétée par Philippe III en 1609 chasse la quasi-totalité de la population d'Ojós hors de la péninsule ibérique. La commune subit ensuite une hausse des impôts, des inondations catastrophiques et la peste de 1649. La crise démographique dure ainsi jusqu'au XVIIIe siècle.

### XIXeetXXesiècles
Les tensions politiques du début du XIXe siècle, qui culminent à Ojós avec les graves incidents de 1838, aboutissent à la confiscation des biens de l'Église et des ordres religieux dans les années 1830-1850.
Dans les années 1970, la construction de la retenue Azud de Ojós et le transfert Tage-Segura favorisent l'irrigation de la vallée.

## Population
La population d'Ojós atteint 990 habitants en 1860 et 1 346 habitants dans le premier tiers du XXe siècle.
La commune compte environ 1 380 habitants en 1940[réf. souhaitée], 610 habitants en 2011, 494 habitants en 2017 et 520 habitants en 2020.

## Points d'intérêt
Le bourg comprend plusieurs maisons blasonnées, notamment celles des familles Massa, Marín et Melgarejo.
L'église paroissiale Saint-Augustin, fondée vers 1500 et reconstruite au XVIIIe siècle, est déclarée bien d'intérêt culturel en 2008.
La Pila de la Reina Mora [Quoi ?] est déclarée bien d'intérêt culturel en 1997.
La commune est connue pour ses installations hydrauliques tels que des norias et des retenues alimentant les canaux d'irrigation, notamment l'Azud de Ojós dans les gorges de Solvente.

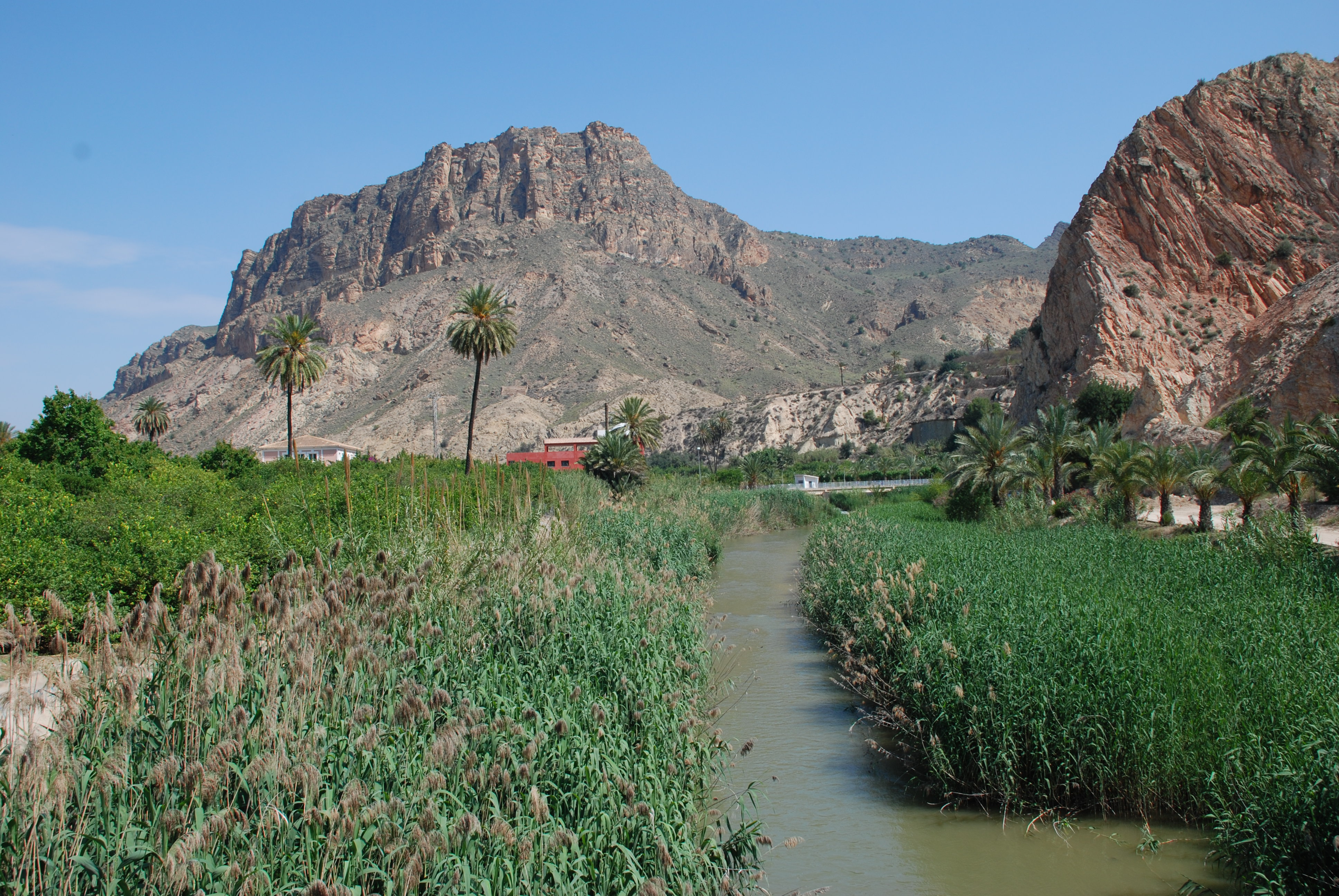
Le Segura à Ojós.
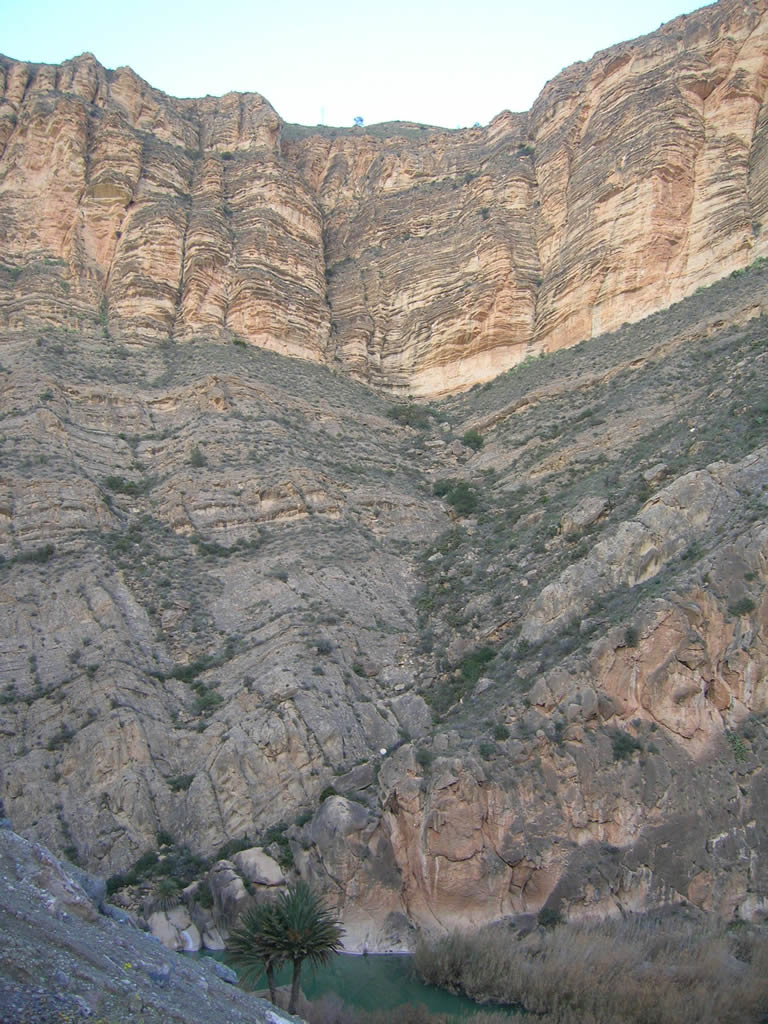
Falaises dans les gorges de Solvente.
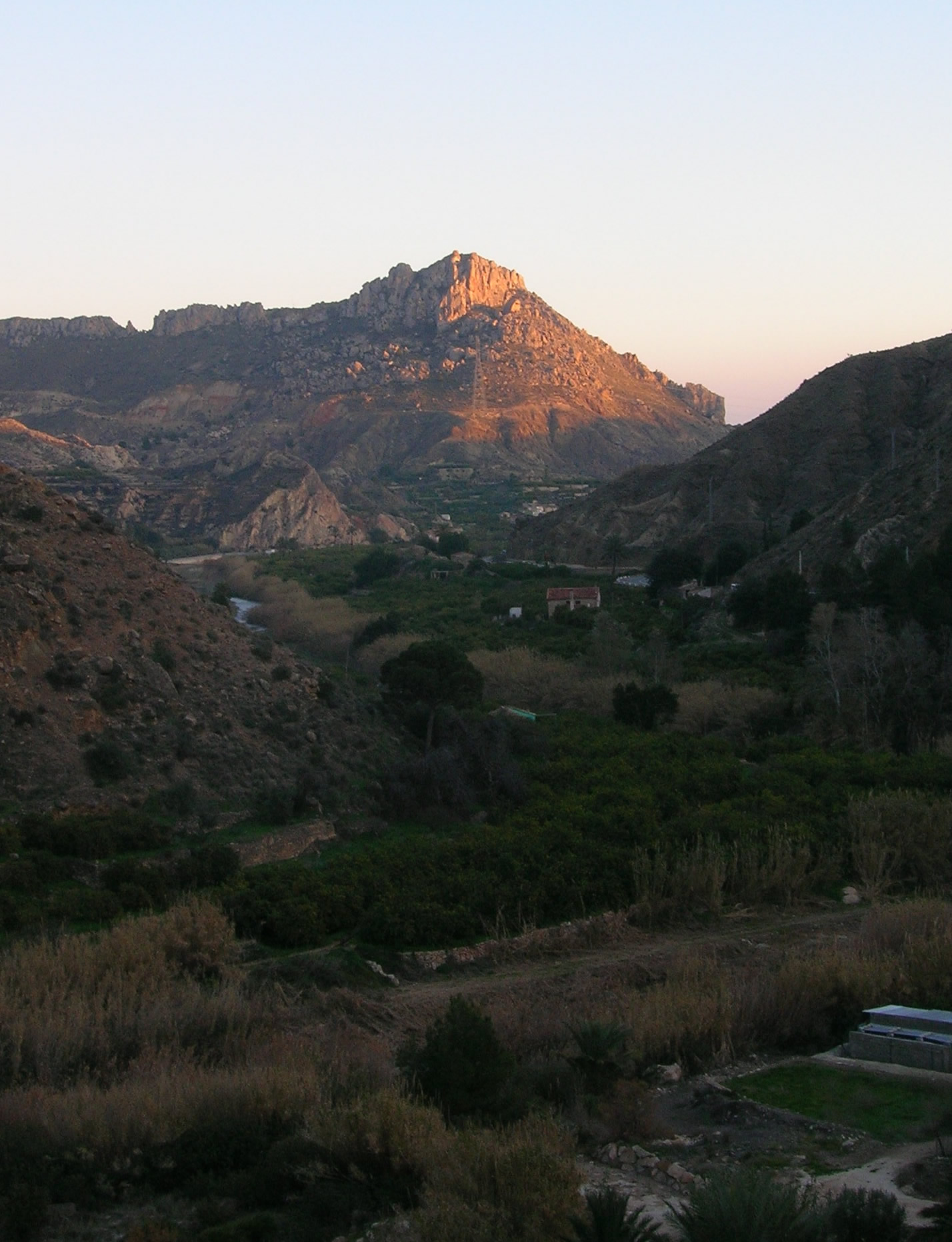
Le Segura près d'Ojós.